# Гулі (Жмеринський район)
Гулі́ (пол. Hule)  — село в Україні, у Барській міській громаді Жмеринського району Вінницької області. До 2020 орган місцевого самоврядування — Гулівська сільська рада.

## Історія
Вперше згадується Кам'янецькій Земський книзі за 1604 рік,  в Подільському реєстрі у 1629 та 1661 роках.  Гулі позначені на «Генеральній карті України», або ж «Загальному плані Диких Полів, простіше кажучи Україна, з незалежними провінціями» («Generalis Camporum Desertorum vulgo Ukraina. Cum adjacentibus Provinciis») французького інженера Гійома Боплана(був на службі у польського короля, будував фортифікаційні споруди) виданій у 1648 році у Данцигу під назвою Hulie.
У червні 1905 року гулівські селяни взяли участь у страйку з вимогами підвищення оплати праці, 4 дні не працювали в обійсті поміщика, цей виступ був придушений солдатами.
У часі другого голодомору у 1932-1933 роках, проведеного радянською владою, загинуло 34 особи.

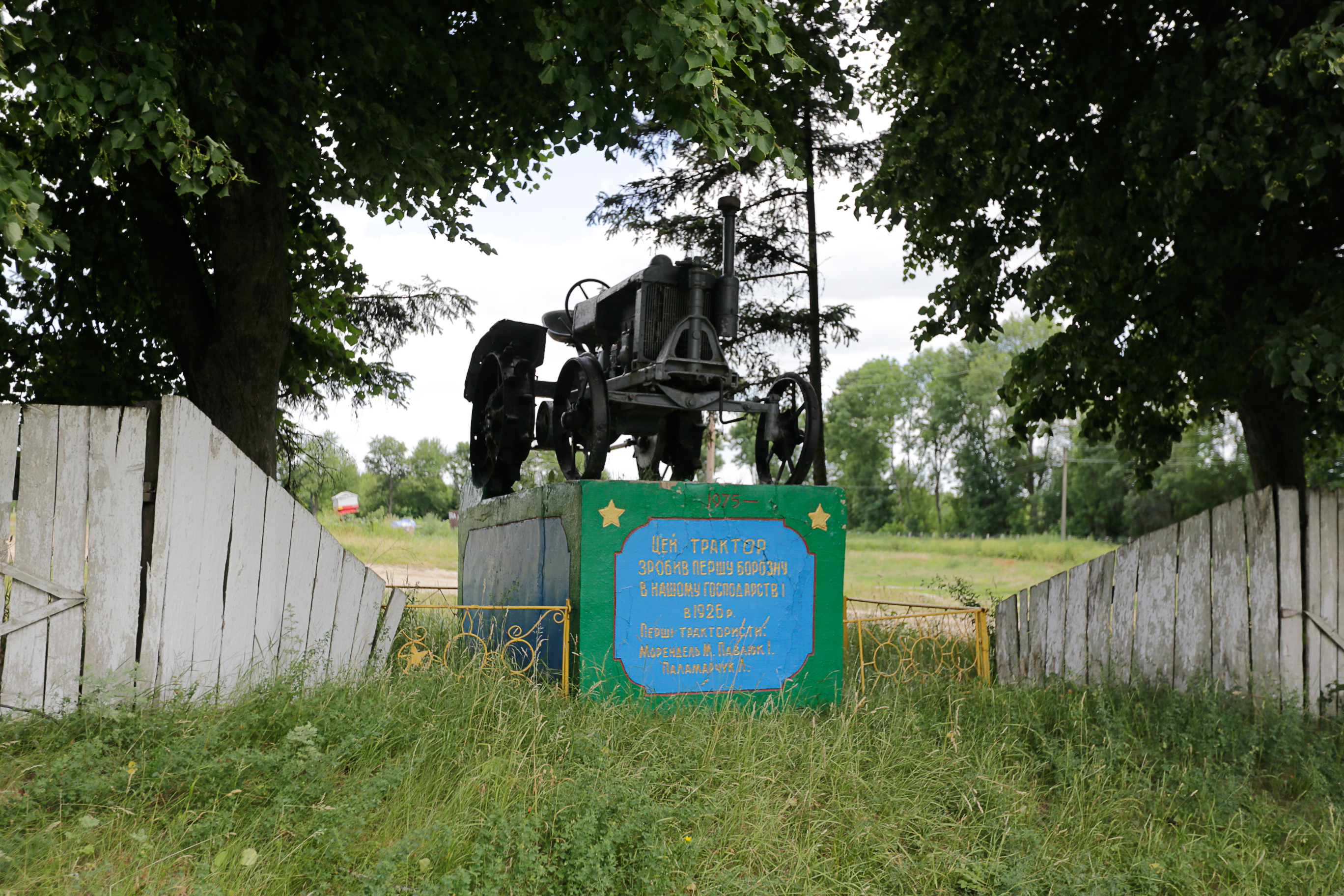
Пам'ятник першому трактору

Згідно з переписом населення Української РСР в селі на початку 1970-х років проживало 1200 людей.
На території села розміщувалася центральна садиба колгоспу, у користуванні господарства було 3885 гектарів землі, з них 2300 орної. Вирощувадися цукрові буряки, зернові культури, розвинуте садівництво, розвинуте м'ясо-молочне тваринництво.
Працювали дві бібліотеки, середня школа, будинок культури, фельдшерсько-акушерський пункт, профілакторій. Випускалася колгоспна багатотиражка.
В сучасному селі працює КСП «Червоний хлібороб», сільськогосподарське товариство «Лан», фермерське господарство «Аграрій».
Працює загальноосвітня школа 1-2 ступенів.
12 червня 2020 року, відповідно до Розпорядження Кабінету Міністрів України № 707-р «Про визначення адміністративних центрів та затвердження територій територіальних громад Вінницької області», увійшло до складу Барської міської громади.
19 липня 2020 року, в результаті адміністративно-територіальної реформи та ліквідації Барського району, село увійшло до складу Жмеринського району.

## Населення

### Мова
Розподіл населення за рідною мовою за даними перепису 2001 року:
| Мова            | Відсоток |
| --------------- | -------- |
| українська      | 98,72%   |
| російська       | 0,99%    |
| інші/не вказали | 0,29%    |

## Пам'ятки
У селі є пам'ятки:
- Пам'ятник 117 воїнам-односельчанам, загиблим на фронтах Великої Вітчизняної війни[6], 1969. Пам'ятка розташована біля магазину.

## Постаті
- Богатир Петро Устинович — Герой Радянського Союзу.

## Легенди та перекази
Сучасна назва Гулі, за народними переказами, пішла від того, що ніби колись у селі було багато пасік. Спочатку село називалося Ульї, але з розвитком торгівлі та торговельних шляхів назва села змінилася на Гулі. Ще одна версія розповідає, що у селі було настільки було багато пасік, що місцеві мешканці інколи казали
«гули ульї», що згодом стало Гулі. У документах, також зустрічаються назва Старі Віньківці. Дивно звідки могла з'явитися
така назва, адже селище Віньківці розташоване від Гулів за 22 кілометри. Можливо поселення у Гулях було й раніше і воно, можливо, переселилося на нову територію, заснувавши там селище Віньківці.